# American Helicopter XH-26 Jet Jeep
American Helicopter XH-26 Jet Jeep (továrním označením Model XA-8) byl americký lehký experimentální vrtulník vyvinutý roku 1951 společností American Helicopter Company na zakázku letectva USA a armády USA na skládací helikoptéru, kterou by bylo možno shazovat z letadla např. sestřeleným pilotům (air-droppable helicopter). Stroj by bylo možno využít i k dalším účelům, např. k pozorování a průzkumu. XH-26 byl poháněn dvěma pulzačními motory umístěnými na koncích listů hlavního rotoru (na každém listu jeden motor).

## Vývoj

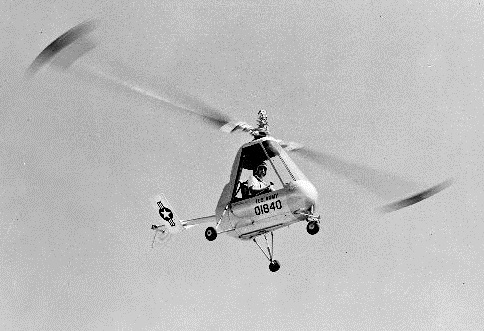
American Helicopter XH-26 Jet Jeep v letu.

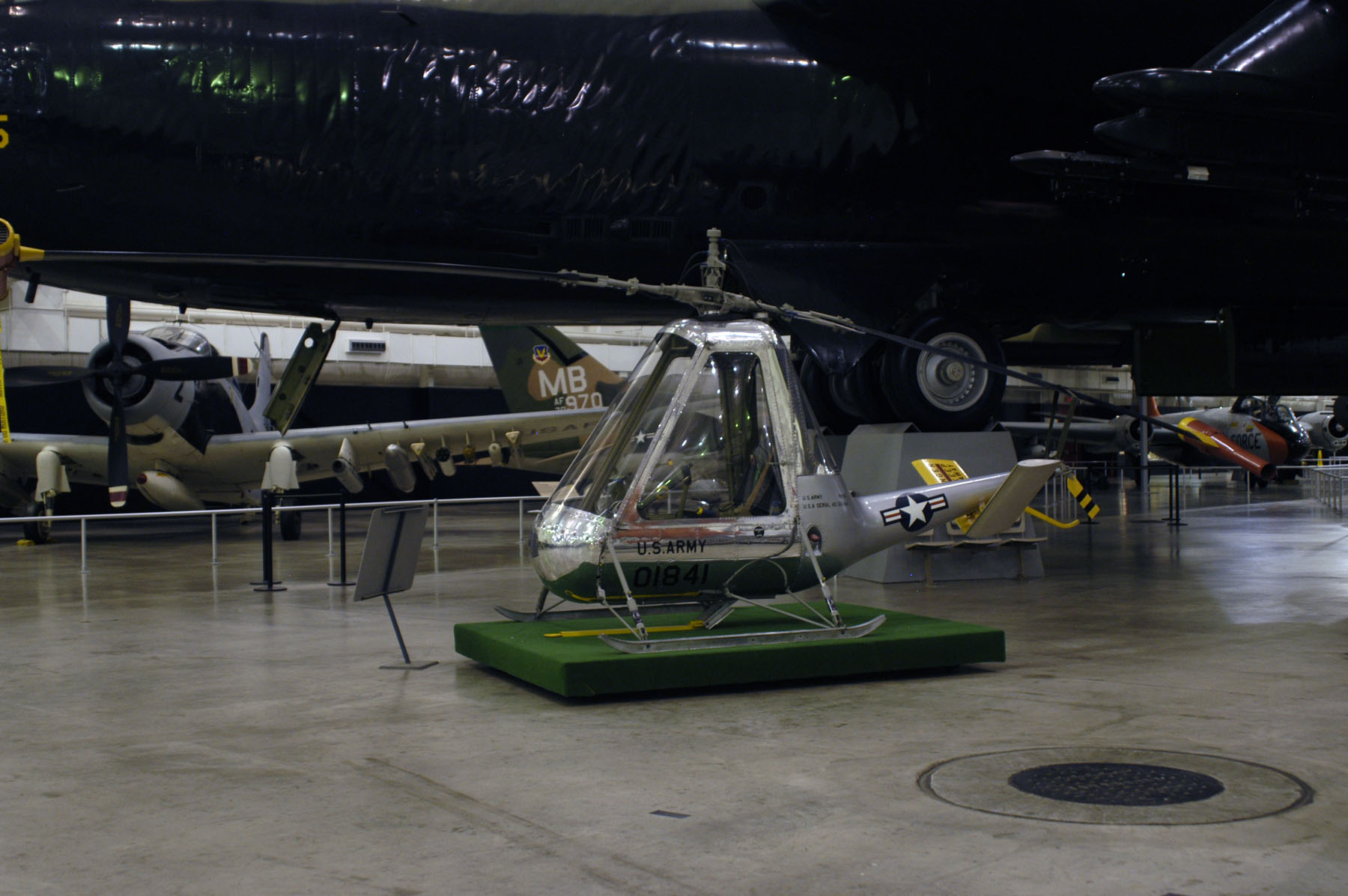
American Helicopter XH-26 Jet Jeep v Národním muzeu letectva USA (National Museum of the United States Air Force) na letecké základně Wright-Patterson v Ohiu, USA.

Přepravní úsek americké armády (US Army Transportation Corps) si v roce 1950 zadal požadavek na lehkou neozbrojenou jednomístnou helikoptéru, která mohla být shazována ze vzduchu vojákům v těžkém terénu a poté rychle složena pomocí základního nářadí. Uplatnila by se především jako záchranný vrtulník pro sestřelené piloty. Měla také sloužit i jako pozorovací a průzkumný stroj. Společnost American Helicopter Company dostala zakázku v červnu 1951 na základě jejího návrhu modelu XA-8. První z pěti vyrobených prototypů se poprvé vznesl do vzduchu v lednu 1952.
Trup vrtulníku ve tvaru zaoblené pyramidy byl hliníkový, pouze zadní část byla ze sklolaminátu. Ve složeném stavu mohla být přepravována i v menším vozidle jako byl např. vojenský Jeep. Dva muži ji dokázali složit za cca 20 minut. XH-26 neměl žádný vnitřní motor nebo převodovou soustavu jako většina ostatních helikoptér. Jako pohon sloužila dvojice pulzačních motorů XPJ49 navržených rovněž firmou American Helicopter Company a umístěných na koncích listů hlavního rotoru (na každém listu jeden motor). Motory startovaly interním systémem na stlačený vzduch. Protože nebylo třeba jejich zahřátí, vrtulník mohl vzlétnout do 30 sekund. Pulzační motory nevytvářely kroutící moment, malý řemenem poháněný ocasní rotor sloužil tedy pouze ke zlepšení ovladatelnosti. Jedinými součástkami, které bylo třeba po určité době provozu vyměnit, byly malé levné přívodní lopatky. Jejich výměna byla záležitostí minut. Vrtulník XH-26 mohl teoreticky létat na jakékoli palivo.
Ozbrojené složky US Army a USAF obdržely celkem 5 prototypů XH-26, které se ukázaly jako odolné stroje s maximální rychlostí 135 km/h a dostupem cca 2 130 m. Nicméně pulzační motory produkovaly hodně hluku a vykazovaly ztrátu výkonu. Z těchto důvodů shledala armáda tyto stroje nevhodné (stejně jako obdobné typy s náporovými motory). I s ohledem na náklady byl program zrušen. Uvažovalo se o nahrazení pulzačních motorů náporovými, což se nikdy neuskutečnilo.

## Uživatelé
USA
- Letectvo Spojených států amerických (USAF)
- Armáda Spojených států amerických (US Army)

## Specifikace
Data z :

### Technické údaje
- Pohon: 2× pulzační motory American Helicopter XPJ49-AH-3, tah 0,2 kN každý
- Délka:[pozn. 1] 3,73 m
- Výška:[pozn. 2] 1,88 m
- Průměr hlavního rotoru: 8,23 m
- Prázdná hmotnost:[pozn. 3] 135 kg
- Vzletová hmotnost: 320 kg
- Posádka: 1

### Výkony
- Maximální rychlost: 135 km/h
- Cestovní rychlost: 110 km/h
- Dolet: 168 km
- Dynamický dostup: 2 134 m